# كتاب الطبيخ
كتاب الطبيخ في المغرب والأندلس في عصر الموحدين، هو كتاب طبخ مكتوب باللغة العربية لمؤلف أندلسي مجهول. يعتبر أقدم كتاب طبخ معروف من شبه الجزيرة الإيبيرية، ويُعتقد أن تأليفه قد تمّ خلال القرنين الثاني عشر أو الثالث عشر، أثناء فترة الموحدين أو بعدها بفترة وجيزة.
يحتوي الكتاب على 462 وصفة مصنفة حسب النوع والغرض. يبدأ الكتاب باقتباسات كلاسيكية حول أهمية الشهية والذوق، ويدمج الممارسات الطهوية مع المعرفة الطبية. تنقسم المخطوطة إلى خمسة أجزاء، تركز على الأطباق البسيطة، ومجموعة متنوعة من اللحوم، والخضروات، والخبز، والحلويات، والمستحضرات الطبية. يتضمن الكتاب ست وصفات يهودية صريحة، تعكس البيئة المتعددة الثقافات في إسبانيا في العصور الوسطى. قد تكون الوصفات الأخرى أيضًا ذات أصول يهودية وتشمل إصدارات مبكرة من الأطباق التي لا تزال تُستهلك في المطبخ اليهودي السفارادي.
تظل هوية المؤلف غير مؤكدة، على الرغم من الاعتقاد بأنه رجل أندلسي متعلم يتمتع بمعرفة واسعة بالممارسات الطهوية والطبية. تُرجم الكتاب إلى اللغة الإنجليزية بواسطة تشارلز بيري.

## التنظيم والبنية
يتميز كتاب الطبيخ بالتنظيم المنهجي، حيث يعرض وصفات مصنفة حسب النوع والغرض المقصود. تبدأ المخطوطة باقتباسات من الكاتبين الكلاسيكيين أبقراط وجالينوس، والتي تصف أهمية الشهية والذوق في اختيار الطعام. يدمج النص الممارسات الطهوية مع المعرفة الطبية، مما يدل على فهم متطور للنظام الغذائي والصحة. تبدأ كل وصفة بتفاصيل حول طريقة تحضيرها والجمهور المستهدف، وتتضمن مقاييس نادرة للمكونات، وتبدأ بإعداد اللحوم، وتنتهي بإرشادات للأشخاص الذين قد يستمتعون بالطبق، بالإضافة إلى الاختلافات المحتملة.
يحتوي الكتاب على 462 وصفة، مقسمة إلى عدة أقسام. يتضمن الجزء الأول ثلاثة فصول تحتوي على 93 وصفة، مع التركيز على الأطباق البسيطة واللحوم المشوية. ويتوسع الجزء الثاني إلى سبعة فصول تتضمن 220 وصفة، تشمل مجموعة واسعة من الأطباق بما في ذلك تلك التي تحتوي على اللحوم والأسماك والخضروات. ويتضمن الجزء الثالث وصفات للخبز والحلويات، في حين يقدم الجزءان الرابع والخامس وصفات إضافية للخضراوات واللحوم والحلويات، وينتهي بقسم عن المستحضرات الطبية.
يتميز الملف الطهوي للمخطوطة بتركيزه على أطباق اللحوم، حيث يحتوي على 311 وصفة مخصصة لأنواع مختلفة من اللحوم. ويتضمن النص أيضًا عددًا كبيرًا من الأطباق الحلوة، وكثير منها يحتوي على العسل. يتناول الكتاب الأطباق النخبوية والعامة. يتميز الكتاب باحتوائه على أطباق نباتية، والتي تمثل 14% من وصفات المقبلات.

## التأثيرات العرقية والدينية والإقليمية
يتضمن كتاب الطبيخ ست وصفات تم تحديدها صراحة على أنها يهودية، بالإضافة إلى الإشارات إلى التقاليد الطهوية المسيحية. يعكس هذا الإدراج البيئة المتعددة الثقافات لشبه الجزيرة الأيبيرية خلال تلك الفترة، والتفاعلات بين مختلف المجتمعات العرقية والدينية.
يختلف الكتاب عن كتب الطبخ الأخرى في عصره، لأنه يذكر صراحةً وصفات يهودية، والتي تم تحديدها من خلال مصطلح "يهودي" في عناوينها. تتضمن هذه الوصفات "طبق يهودي من الدجاج [مع الحشو]"، و"طبق يهودي من الحجل"، و"طبق يهودي محشو مدفون"، و"طبق يهودي من الباذنجان المحشو باللحم". يشير استخدام مصطلح "يهودي" إلى أن هذه الأطباق إما تم إعدادها بطريقة فريدة من نوعها للممارسات الطهوية اليهودية أو تم تعديلها من أطباق غير يهودية.
بالإضافة إلى هذه الوصفات اليهودية الصريحة، قد يكون للأطباق الأخرى الموجودة في الكتاب أصول يهودية أيضًا، على الرغم من عدم تصنيفها على وجه التحديد على هذا النحو في الكتاب. يُعتقد أن بعض هذه الأطباق هي إصدارات مبكرة من الأطعمة التي لا يزال اليهود السفاراديون يستهلكونها حتى يومنا هذا. أحد هذه الأطباق هو "موراكابا" (murakkaba)، وهو ربما نسخة مبكرة من "موفليتا" (Mofletta)، وهو طبق فطيرة كان يتناوله اليهود المغاربة خلال احتفال ميمونة. يتضمن الكتاب أيضًا وصفة لخبز مضفر يشبه خبز الحلة الحديث، والذي قد يمثل مقدمة مبكرة للخبز الذي سافر مع اليهود المطرودين من إسبانيا وتم تبنيه لاحقًا من قبل اليهود في أوروبا الوسطى، ليصبح عنصرًا أساسيًا في مطبخ الأشكناز. تعكس الوصفات الأخرى في الكتاب الممارسات الطهوية المشتركة بين اليهود والمسلمين، مثل السفنج.
ويناقش الكتاب أيضًا التفضيلات الطهوية الإقليمية والوطنية، ويقدم رؤى حول كيفية تعامل الثقافات والمجموعات العرقية المختلفة مع الطعام. على سبيل المثال، يذكر مُدنًا محددة مثل قرطبة وإشبيلية فيما يتعلق بأطباق معينة ويصف تفضيلات الذوق المختلفة عبر المناطق، مثل تفضيل الفارسي للأرز مع السماق والولع المصري بطبق دجاج يسمى مروزية (muruziyya). وبحسب المخطوطة فإن المروزية مكروهة عند العراقيين بسبب استعمالها الكمثرى والعناب والزيت، والتي يربطونها بخصائص طبية. وفي مثال آخر، يُشار إلى ممارسة رش الفلفل الأسود على الأطباق باعتبارها عادة مرتبطة بالمسيحيين والبربر.

## المؤلِّفُ
تظل هويةُ مؤلفِ كتاب الطبيخ غامضة. رغم أن المحتوى التفصيلي للكتاب يشير إلى فرد متعلم، إلا أن مفهوم التأليف في العصور الوسطى كان مختلفًا عن معايير اليوم. ربما قام المؤلف بتجميع النصوص بدلاً من كتابتها، أو ربما ساهم عدة مؤلفين في تأليفها. يشير النص إلى أن المؤلف كان عضوًا في الطبقات العليا في الأندلس قبل سقوط لقرطبة عام 1236، وكان لديه فهم عميق لآداب المائدة والخدمة. تشير إشاراته إلى الشخصيات والممارسات التاريخية إلى خبرة ومعرفة ثقافية كبيرة.
يبدو أن المؤلف من أصل أندلسي، وربما عربي، وذلك استناداً إلى معرفته بالعادات المحلية والتأثيرات المتعددة الثقافات. عاش في أماكن مختلفة، منها مراكش، وسبتة، وإفريقية، قبل العصر الحفصي. تشير ملاحظاته حول عادات تناول الطعام والإشارات إلى الممارسات غير المحلية إلى فهم التقاليد الطهوية المتنوعة. إن المعرفة التفصيلية الموجودة في الكتاب حول الممارسات الطبية والغذائية تدعم الفرضية القائلة بأن المؤلف كان فردًا متعلمًا. اقترح علماء مثل برنارد روزنبرغر (Bernard Rosenberger) أن المؤلف يمكن أن يكون طبيبًا، نظرًا للتوصيات الغذائية للكتاب، ولكن الاحتمالات الأخرى تشمل علماء النبات، أو المهندسين الزراعيين، أو الطهاة المحترفين. على سبيل المثال، اقترحت مانويلا مارين (Manuela Marín) أن المؤلف قد يكون أبو الحجاج يوسف بن يحيى بن إسحاق الإسرائيلي، وهو طبيب يهودي من فاس وكان تلميذًا لموسى بن ميمون في الفسطاط بمصر.